# Sylvia Pantel

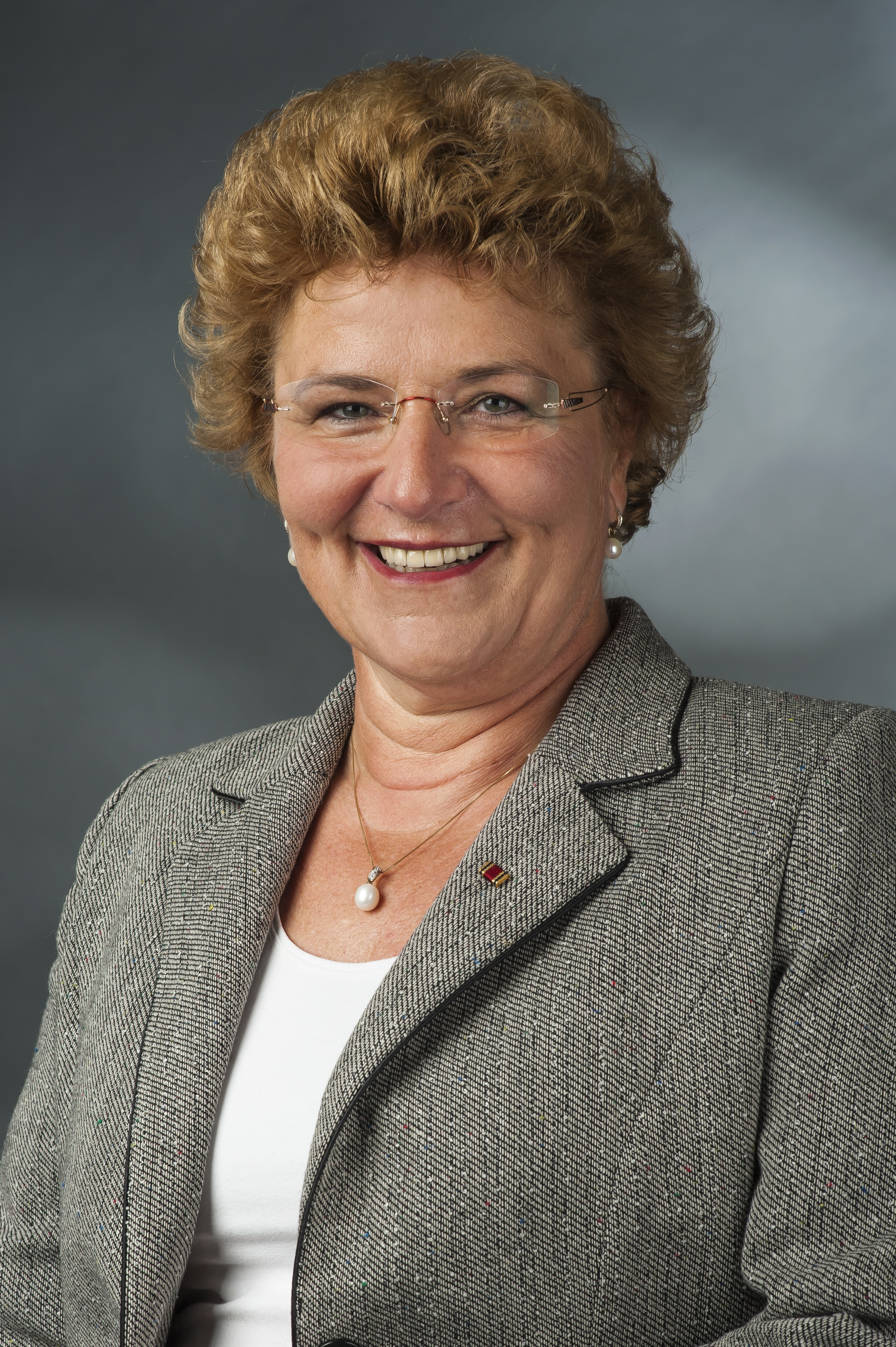
Sylvia Pantel (2014)

Sylvia Maria Pantel (* 1. Januar 1961 in Düsseldorf) ist eine deutsche Politikerin (Werteunion, zuvor CDU). Sie war für die CDU Mitglied des Deutschen Bundestages in der 18. und 19. Legislaturperiode von 2013 bis 2021.

## Leben
Pantel erlangte 1980 das Abitur am Leibniz-Gymnasium (Düsseldorf) und studierte zunächst von 1980 bis 1982 Betriebswirtschaft an der Fernuniversität Hagen, jedoch ohne das Studium abzuschließen. Sie war von 1984 bis 1995 selbstständige Unternehmerin im Bereich Transportwesen; von 1995 bis 2001 pflegte sie einen Familienangehörigen in Vollzeit; von 2001 bis 2005 war sie im Bereich der medizinischen Gesundheitsvorsorge tätig. Sie ist Mutter von fünf Kindern und hat drei Enkelkinder. Pantel ist römisch-katholischer Konfession. Nach ihrem Ausscheiden aus dem Bundestag arbeitet sie als Geschäftsführerin der „Stiftung für Familienwerte“ und baut zudem die Plattform „Lust auf Familie“ auf.

## Politische Laufbahn

### Christlich Demokratische Union
Sie trat 1996 in die CDU ein, wurde 1997 (stellvertretendes) Bürgerschaftsmitglied im Schulausschuss der Landeshauptstadt Düsseldorf 1999 Mitglied der Bezirksvertretung 9 für die Stadtteile Benrath, Holthausen, Reisholz, Urdenbach und Wersten. Von 2004 bis 2013 gehörte sie dem Düsseldorfer Stadtrat an.
Pantel gewann bei den Wahlen zum Deutschen Bundestag 2013 und 2017 den Bundestagswahlkreis Düsseldorf II und wurde somit jeweils direkt in den Bundestag gewählt. Im Jahr 2021 verpasste sie sowohl das Direktmandat als auch, auf Grund von Platz 40 auf der NRW-Landesliste, den Wiedereinzug in den Bundestag. Im 19. Deutschen Bundestag war Pantel ordentliches Mitglied im Ausschuss für Familie, Senioren, Frauen und Jugend und gehörte als stellvertretendes Mitglied dem Ausschuss für Gesundheit, dem Ausschuss für Inneres und Heimat, sowie dem Ausschuss für Bildung, Forschung und Technikfolgenabschätzung an.
Neben ihrer langjährigen Funktion als Kreisvorsitzende der Frauen-Union Düsseldorf war sie Vorsitzende im Ortsverband der CDU Düsseldorf-Rath, und auch Mitglied im Kreisvorstand des CDU-Kreisverbandes Düsseldorf. Von 2013 bis 2021 war sie im Bundesvorstand der Frauen-Union. Pantel ist Mitglied der Christlich-Demokratischen Arbeitnehmerschaft, dem Arbeitnehmerflügel der CDU. In einem Zeitungsinterview mit der Rheinischen Post untermauerte Pantel ihre Ambitionen für eine erneute Bundestagskandidatur.

### Werteunion
Am 28. März 2024 erklärte sie ihren Austritt aus der CDU und wurde anschließend Mitglied der Werteunion. Zuvor hatte sie bereits ihre Parteiämter aufgegeben und einen Wechsel zur Werteunion von Hans-Georg Maaßen nicht ausgeschlossen.
Pantel ist Landesvorsitzende der Werteunion Nordrhein-Westfalen und stellvertretende Bundesvorsitzende. Sie war Direktkandidatin im Düsseldorfer Süden für die Bundestagswahlen 2025.

## Politische Positionen
Ihre politischen Schwerpunkte setzte Pantel im Bereich der Bildungs-, Familien- und Sozialpolitik.

### Parteipolitik
Auf dem 36. Landesparteitag der CDU Nordrhein-Westfalen im April 2014 hatte Pantel als Kandidatin für die Beisitzerpositionen nur 35,9 Prozent der Stimmen erreicht und war somit nach zwei Jahren aus dem Landesvorstand ausgeschieden. Begleitet wurde die Abwahl Pantels von anhaltenden Differenzen mit dem seinerzeitigen Parteivorsitzenden der NRW-CDU Armin Laschet. Sie unterstützte im Zuge der Personalfindung nach dem Rückzugs Merkels aus der Parteiführung stets Friedrich Merz im Kampf um Parteivorsitz und Kanzlerkandidatur.
Im Wahlkampf zur Bundestagswahl 2021 verzichtete Pantel als Direktkandidatin auf Wahlplakate mit dem offiziellen CDU-Kanzlerkandidaten Laschet und zeigte sich stattdessen auf Wahlplakaten mit Rainer Wendt. Als Vorsitzende der Frauen-Union lud Sylvia Pantel 2019 den ehemaligen Verfassungsschutzpräsidenten Hans-Georg Maaßen zu einem Vortrag in ihren Wahlkreis ein. Pantel galt als Unterstützerin des Vereins Werteunion. Sie ist selber aber kein Mitglied der Organisation. Sie sagte über sich selbst, zur AfD pflege sie ein „praktisches Verhältnis“. und warb für den Fall von unklaren Mehrheitsverhältnissen für Minderheitsregierungen auf Bundes- und Landesebene. Eine feste Koalition mit der AfD schloss sie allerdings aus, da dies „allein wegen der Frauen- und Familienpolitik“ „nicht machbar“ sei.

### Klimapolitik
Sylvia Pantel war mit Klaus-Peter Willsch Sprecherin des Berliner Kreises in der Union, eines wertkonservativen Netzwerkes in der CDU/CSU, insbesondere von aktiven und ehemaligen Bundestagsabgeordneten. Sie verfasste für den Kreis zusammen mit Philipp Lengsfeld u. a. im Mai 2017 ein Positionspapier, in dem eine „solitäre Rolle des Treibhauseffekts“ bestritten und eine Kehrtwende in der deutschen Klimapolitik gefordert wurde.

### Frauenpolitik und Prostitution
Pantel war von 2014 bis 2021 Berichterstatterin für die CDU/CSU-Bundestagsfraktion für das Thema Prostitution. Sie war bekannt dafür, dass sie sich auch regelmäßig in Rotlichtbezirken erkundigte. Pantel sprach sich für eine Anhebung des Mindestalters für Prostitution von 18 auf 21 Jahren aus sowie für die Einführung einer ordnungsbehördlichen Erlaubnispflicht von Prostitutionsstätten und verpflichtende Gesundheitsuntersuchungen. Letzteres wurde im Rahmen der Novellierung des Prostitutionsgesetzes teilweise umgesetzt. Sie ist eine Gegnerin des Nordischen Modells, das ein Sexkaufverbot und die Bestrafung von Freiern vorsieht. Stattdessen fordert sie mehr Arbeitsschutz für Prostituierte.
Als zuständige Berichterstatterin für den Haushalt des Bundesfamilienministeriums ihrer Fraktion war sie an der Einführung des Baukindergeldes sowie an der Erweiterung des Elterngeldes (Elterngeld plus) und an der Einführung des Digitalpakts Schule maßgeblich beteiligt.

### Bildungs- und Schulpolitik
Pantel spricht sich für das bestehende differenzierte Schulsystem aus und möchte die Hauptschule durch Einführung von Ganztagsbetrieb in Konkurrenz zur Gesamtschule stärken.

### „Halbmond-Streit“ in Neuss 2014
Nachdem ein türkischstämmiger CDU-Stadtratskandidat das CDU-Logo im Wahlkampf mit einem Halbmond verziert hatte, warnte Pantel vor einer Neuausrichtung ihrer Partei: „Wir müssen schauen: Wohin orientieren wir uns, wer ist unsere Wählerschaft und ob Minderheiten nicht Mehrheiten majorisieren.“ Gegenüber dem Kölner Express sagte sie: „Unser Grundgesetz basiert auf christlichen Werten. Wer zu uns kommt, muss das akzeptieren. Ich glaube, dass viele Leute Angst vor dem Islam haben.“ Bereits in der Vergangenheit hatte sie mehrmals verlangt, radikale Muslime nicht in die Partei aufzunehmen. Nach Kritik von Bülent Arslan stellte Pantel auf ihrer Internetseite klar, sie warne nicht vor religiösen Menschen, sondern vor Extremisten. Radikale türkische Nationalisten wie die Grauen Wölfe seien nicht mit anderen muslimischen Mitbürgern gleichzusetzen. Es gehe ihr nicht um eine Glaubensrichtung, sondern um die Einstellung zu Demokratie, Grundgesetz, Gesetz und Gesellschaft.

### Facebook-Post zu Volker Beck 2017
Im Mai 2017 teilte Pantel auf ihrer Facebook-Seite einen Artikel der Alternative für Deutschland, welcher den Bundestagsabgeordneten Volker Beck als angeblichen Verfechter des straffreien sexuellen Verkehrs mit Kindern verunglimpfte. Beck hatte einen Textbeitrag für den 1988 erschienenen Sammelband „Der pädophile Komplex“ geschrieben. Er hatte sich von diesem Text, welcher ohne sein Wissen verändert worden war, bereits mehrfach distanziert. Pantel argumentierte dennoch, sie habe „noch keine offizielle Stellungnahme von Herrn Beck dazu gehört und deshalb ist das Thema für mich noch aktuell“, zudem sei das Teilen des AfD-Artikel unabsichtlich geschehen, da sie „technisch nicht so versiert“ sei.

## Mitgliedschaften
Sie engagiert sich in der Landesvereinigung der Elternvertreter und Fördervereine der Musikschulen in NW e. V., wo sie im Beirat sitzt, trat für den Erhalt der städtischen Clara-Schumann-Musikschule ein und hat die Don-Bosco-Stiftung gegen Armut und Arbeitslosigkeit in Düsseldorf-Wersten mitinitiiert, wo sie im erweiterten Stiftungsvorstand sitzt. 2012 wurde sie zur Protektorin der Gesellschaft Freischütz des Bürger-Schützenverein 1925 e.V. Düsseldorf-Rath ernannt.

## Ehrungen
- 2012 wurde ihr das Bundesverdienstkreuz am Bande verliehen.[35]

## Schriften
- Starke Familien sind das Fundament unserer Gesellschaft. In: Karl-Heinz B. van Lier: Ohne Familie ist kein Staat zu machen. Zeit zum Umdenken. Freiburg 2018, ISBN 978-3-451-38282-6, S. 121–140.